# ジャック・ダレー
ジャック・ダレー （（Jacques Daret)（1404年頃 - 1470年頃））は初期フランドル派の画家。現在のベルギー、トゥルネー出身で、生涯のほとんどをトゥルネーで過ごした。
ダレーは15年間、ロベルト・カンピンの工房でロヒール・ファン・デル・ウェイデンと思われる弟子らとともに修行しており、その後芸術家ギルドから「マスター」の資格を得た。ブルゴーニュ大公家の宮廷で評判の画家となり、アラスの聖ヴァースト修道院長ヤン・デ・クレルクから20年にわたり後援を受けた。

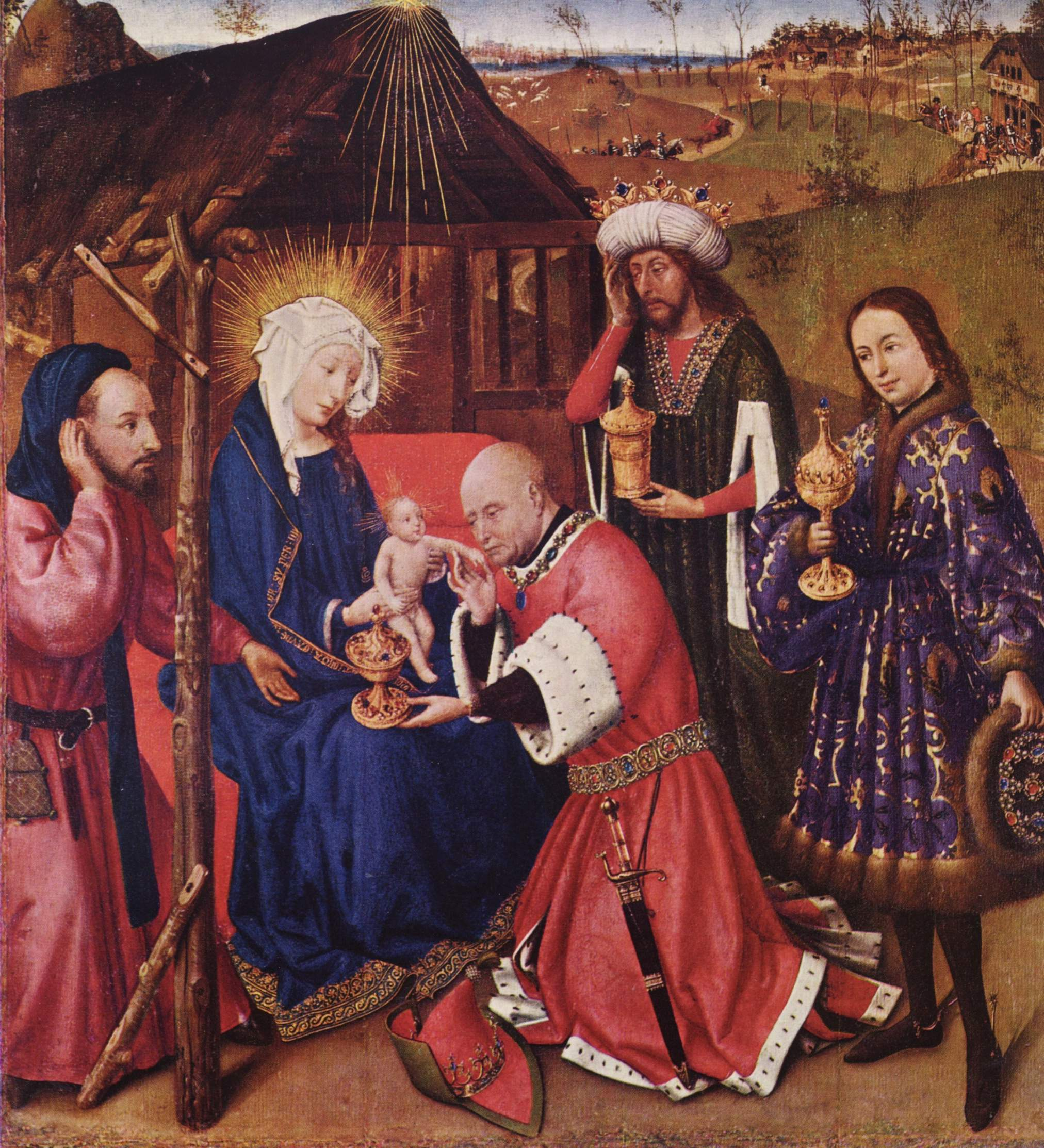
『アラスの祭壇画・東方三博士の礼拝』絵画館（ベルリン）

クレルクの財産目録にはダレーが制作した多くの作品の記録があるが、現存しているダレーの絵画はほとんどない。クレルクの依頼で1433年から1435年に描かれた、ベルリンの絵画館所蔵の『アラスの祭壇画』に描かれている『聖母のエリザベト訪問』、『東方三博士の礼拝』と、『聖ヴァースト修道院の祭壇画』から散逸したマドリードのティッセン＝ボルネミッサ美術館所蔵の『キリスト生誕』、パリ市立プティ・パレ美術館所蔵の『神殿奉献』の4枚のみである。
ダレーの記録はよく整理されて残っており、描いた作品や誰の弟子であったかなどは確実に判明している。そのためか、研究者や美術史家がダレーを議論とするときにはダレーの作品単体の評価などではなく、当時の芸術に対する歴史的議論になる傾向がある。ダレーの作風は「フレマールの画家 (Master of Flémalle)」と呼ばれている、未だに特定されていない画家の北方写実主義の作風に酷似している。このことから、多くの学者は「フレマールの画家」はダレーの師のロベルト・カンピンではないかと推測している。ダレーの師がカンピンであると判明しているため、ダレーと「フレマールの画家」との作風の類似性は、「フレマールの画家」がカンピンであることの重要な証拠となっているのである。そしてダレーとカンピンの作風の類似性と同様に、カンピンと作風がよく似ているロヒール・ファン・デル・ウェイデンが、ダレーと同じくカンピンの弟子だった「ロジェ・ド・ラ・パステュール」という名前で記録に残っている画家であるとする主張の論拠にもなっている。